# Paranactinia
Paranactinia is een geslacht van viltkokeranemonen uit de familie Arachnactidae.

## Soorten
- Paranactinia pilula (McMurrich, 1910)